# Mastomys erythroleucus
Mastomys erythroleucus är en däggdjursart som först beskrevs av Coenraad Jacob Temminck 1853.  Mastomys erythroleucus ingår i släktet Mastomys och familjen råttdjur. IUCN kategoriserar arten globalt som livskraftig. Inga underarter finns listade i Catalogue of Life.
Arten förekommer främst i Sahelzonen och i regionen söder om denna zon i Afrika. Avskilda populationer finns i centrala Marocko och centrala Kenya. Mastomys erythroleucus lever i låglandet och i bergstrakter upp till 1500 meter över havet. Habitatet varierar mellan torra och fuktiga savanner, buskskogar och mera torra skogar. Arten är även vanlig i odlade områden och i människans samhällen.
Honor är allmänt lite mindre än hannar med en genomsnittlig kroppslängd (huvud och bål) av 13,4 cm, en svanslängd av cirka 12,1 cm och en vikt omkring 50,3 g. Exemplar av hankön blir ungefär 14,2 cm långa (utan svans), svanslängden är cirka 12,3 cm och vikten ligger vid 62,5 g. Arten har cirka 2,4 cm långa bakfötter och ungefär 1,9 cm stora öron.
Födan utgörs främst av frön som kompletteras med gröna växtdelar och insekter. Individernas revir överlappar varandra men det förekommer inga sociala aktiviteter när honan inte är brunstig. Fortplantningen börjar under regntiden och den fortsätter fram till början av den torra perioden. Honor föder efter cirka 21 dagar dräktighet upp till 21 ungar per kull. Ofta är honan brunstig kort efter ungarnas födelse.